# Immunitat diplomàtica
La immunitat diplomàtica són els beneficis d'inviolabilitat que gaudeix un diplomàtic sobre la seva persona i l'àmbit on resideix i desenvolupa la seva activitat, d'exempció d'impostos i de jurisdicció civil i criminal respecte dels tribunals locals d'un estat davant del qual està acreditat. Aquests beneficis van ser convinguts històricament en reconeixement del fet que el diplomàtic representa una sobirania diferent i que l'exercici legítim de les seves funcions no li serà innecessàriament impedit.
El terme privilegis se sol aplicar també a una altra sèrie de concessions i facilitats molt variades d'uns països als altres que tradicionalment es concedeixen entre si per cortesia i costum, encara que freqüentment sotmesos a reciprocitat, a fi de facilitar la funció de les seves missions i oficines respectives.